# Jüdischer Friedhof (Wieseck)

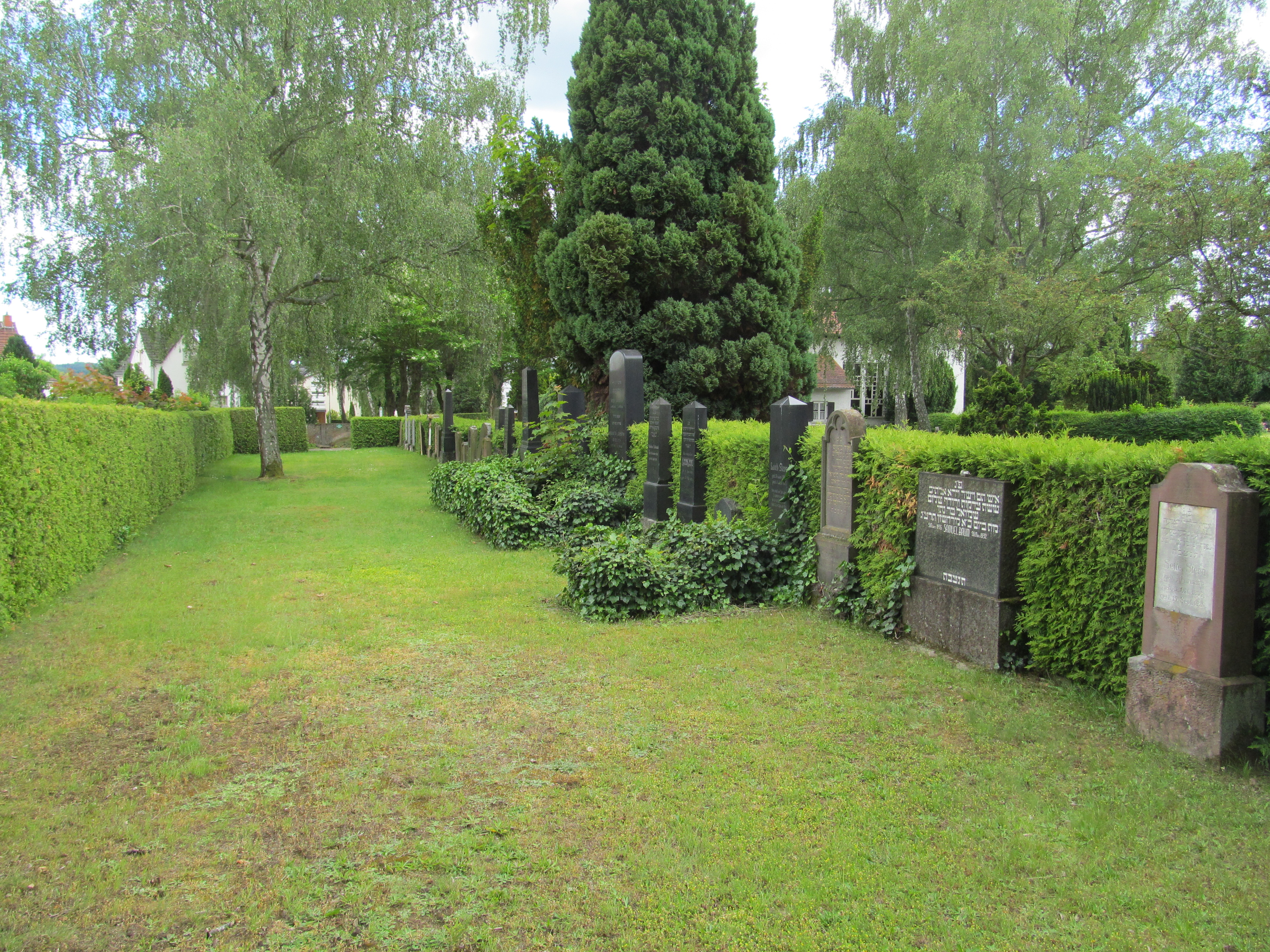
Jüdischer Friedhof Wieseck

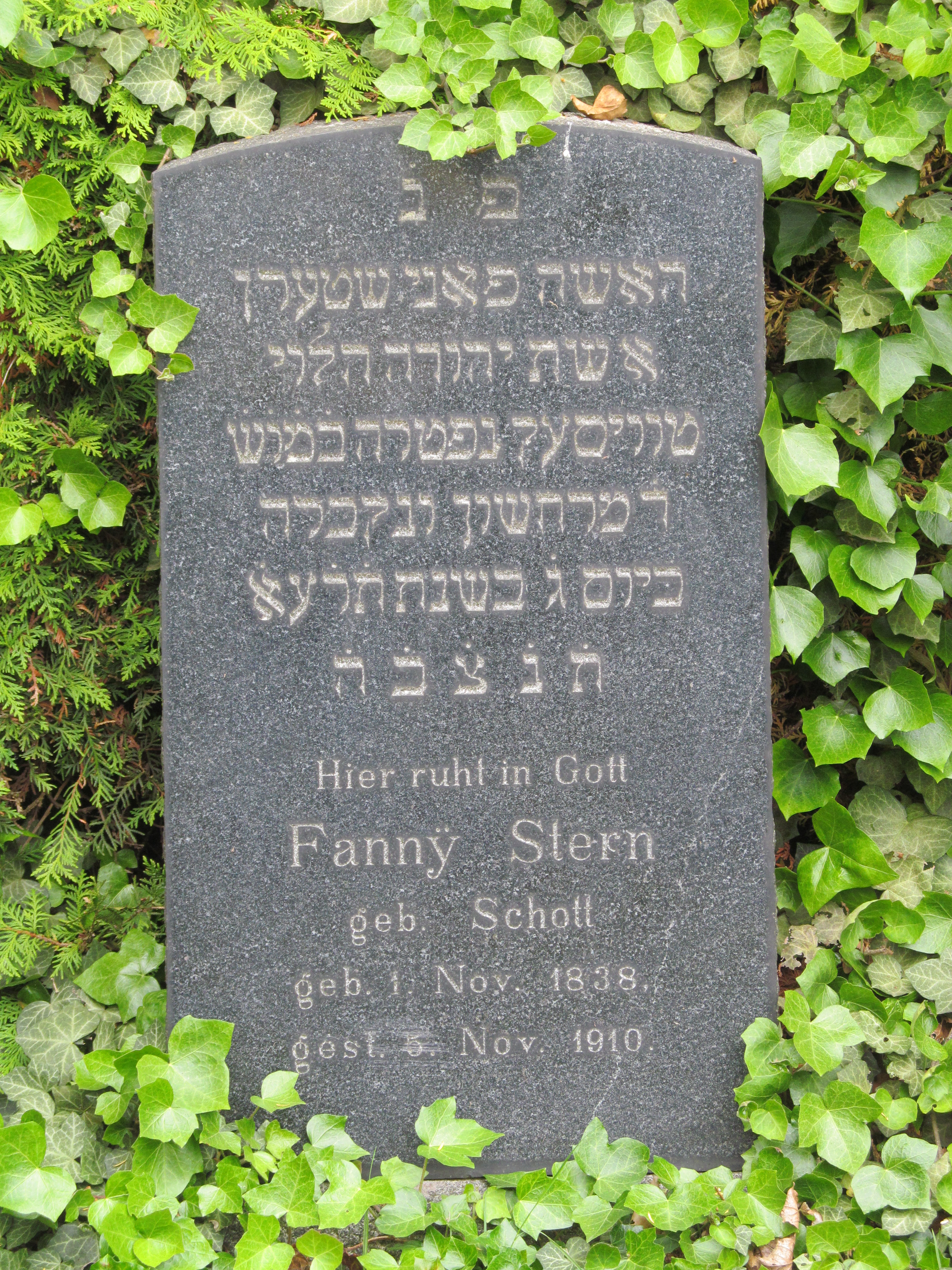
Grabstein Fanny Stern (1838–1910)

Der jüdische Friedhof Wieseck in Wieseck, einem Stadtteil der Universitätsstadt Gießen im mittelhessischen Landkreis Gießen in Hessen, befindet sich nordöstlich in der heutigen Ortslage unmittelbar angrenzend an den örtlichen kommunalen Friedhof und ist über einen Seitenweg von der Alten-Busecker-Straße in der Gemarkung Hinter dem Hopfengarten erreichbar.

## Beschreibung
Der jüdische Friedhof Wieseck wurde im 19. Jahrhundert angelegt und diente den verstorbenen jüdischen Einwohnern von Wieseck und aus der Stadt Gießen als Begräbnisstätte. Auf dem Friedhof befinden sich insgesamt 45 Grabstätten mit 42 erhaltenen Grabsteinen, die in einer langen Reihe an beiden Seiten entlang der Hecken angeordnet wurden. Durch einen schmalen Mittelweg ist der Friedhof begehbar, ohne die Grabflächen betreten zu müssen. Die Belegungszeit ist von 1887 bis 1938 anhand der Grabsteininschriften gesichert nachweisbar. Einzelne Familiengräber sind von der Reichsmetallspende verschont geblieben und die ursprünglichen Grabeinfassungen sind erhalten. Der Grabstein des Löw Katz, gest. am 15.6.1887 ist der älteste erhaltene Grabstein und der jüngste Grabstein ist von Hermann Katz, gest. am 4.9.1938 in Wieseck. Hervorzuheben sind das Grab des Soldaten Julius Baum (1898–1918), welcher im Ersten Weltkrieg getötet wurde, und das Grab für Louis Stern und seine Ehefrau, an dem eine Gedenkplatte für die in einem Konzentrationslager ermordeten Familienangehörigen angebracht ist.
Das Areal des Friedhofs besteht aus einer langgestreckten, ebenen rechteckigen Fläche und ist an der Außenseite zum öffentlichen Weg im Osten mit einem Maschendrahtzaun, im Innenbereich mit kleinen Sträuchern, einzelnen Bäumen und durch eine dichte Hecke bewachsen, welche den Friedhof zum christlichen Friedhof abgrenzt. Der Zugang zum jüdischen Friedhof ist über den Eingangsbereich des christlichen Friedhofs möglich.
Die Friedhofsfläche umfasst 4,64 Ar und ist im Denkmalverzeichnis des Landesamts für Denkmalpflege Hessen als Kulturdenkmal aus wissenschaftlichen und geschichtlichen Gründen eingetragen.